# إست (ابنة أمنحتب الثالث)
إست، هي واحدة من بنات الملك أمنحتب الثالث من عهد الأسرة الثامنة عشرة وزوجته الملكية العظمى تيي، و كانت شقيقة الملك أمنحتب الرابع (أخناتون)، وكان شقيقهما الآخر هو ولي العهد تحتمس.

## حياتها
يعتقد أن إست هي ثاني ابنة من بنات الملك أمنحتب الثالث تتزوج من أبيها - بعد الملكة سات آمون - و قد أصبحت زوجة أبيها حوالي العام 34 من حكمه، في خضم احتفاله بعيد سد الثاني له على العرش.

## تصويرها
و تظهر على معبد صولب مع والديها و أختها الأميرة حنوت تا نب، و على قارب من العقيق الأحمر مع حنوت تا نب أمام والديهما، و هناك صندوق من منطقة جوروب ومكحلتان يعتقد أنهما لها.
و بعد وفاة والدها لم يظهر لها ذكر مطلقاً.

## ألقابها
- ابنة الملك.
- الزوجة الملكية العظمى (على تمثال وحيد في مجموعة خاصة)[4]